# Rovacchia

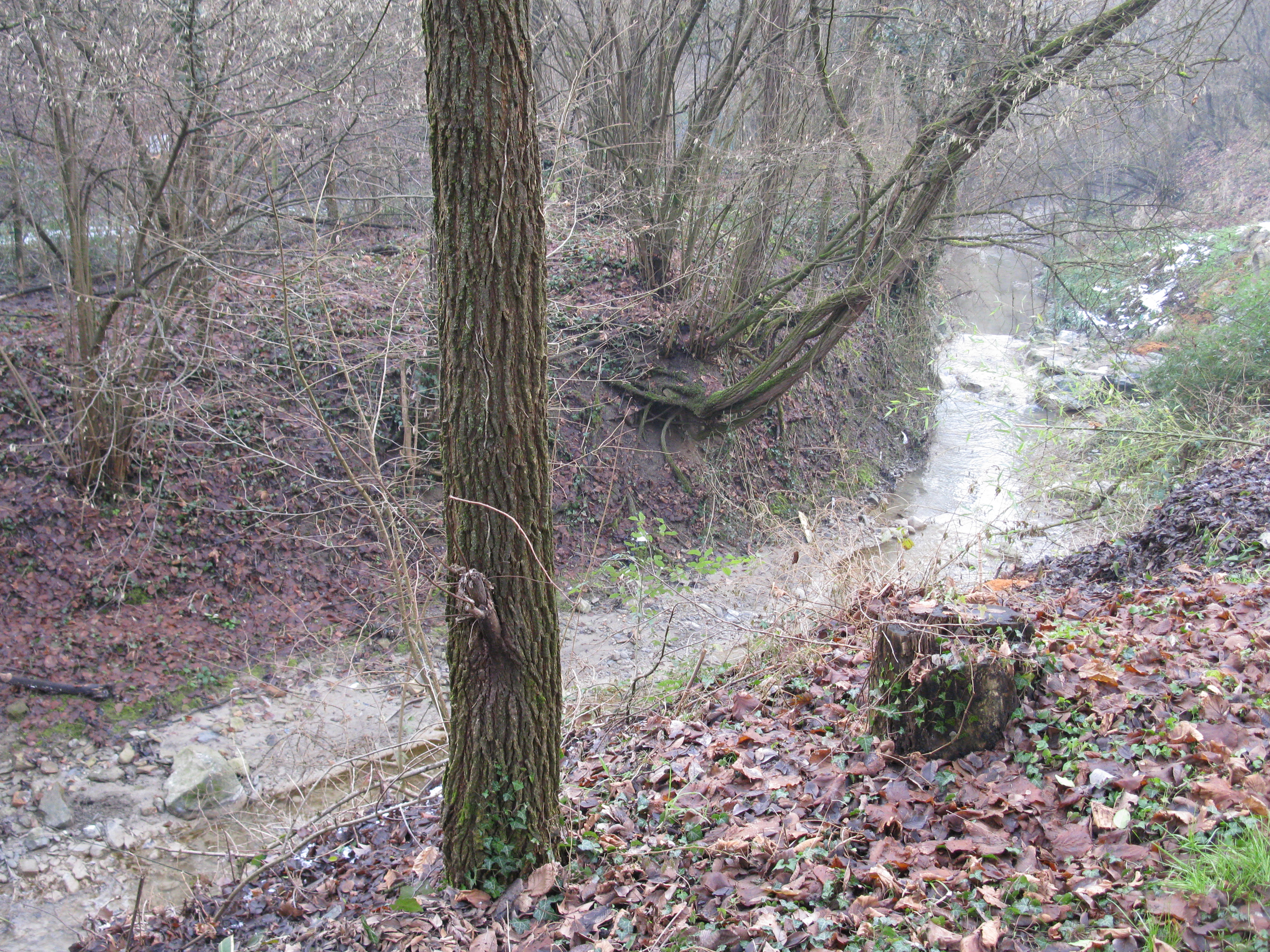
T. Rovacchia nell'alto corso, presso Tabiano

Il Rovacchia è un torrente del medio basso appennino parmense che scorre interamente in provincia di Parma, affluente di destra del torrente Stirone.

## Corso del torrente
Il Rovacchia nasce dal monte Predella vicino alla località Vascelli nel comune di Salsomaggiore Terme ad una quota di 460 m slm. Dopo aver raccolto le acque di alcuni piccoli fossi, scorre in direzione nord est all'interno di una valletta boscata nel primissimo tratto, ben presto tuttavia, la copertura arborea lascia il posto al coltivo tanto che già alla confluenza del primo affluente di destra, il rio Granelli, non rimane che un bosco ripale addossato alle sponde del torrente. Dopo aver lambito la località di Tabiano Terme, il torrente riceve da destra il rio Vaccarosa prima e il rio Stazzano poi, mentre da sinistra riceve rio Borelli all'altezza della frazione di Longone.  Da questo punto in poi il Rovacchia scorre con andamento decisamente meandreggiante all'interno della valle ricevendo in sinistra il rio Gambarato e in destra il rio Cogolonchio, quindi, giunto in prossimità dell'abitato di Cabriolo, piega ad est ricevendo il rio Siccomonte in destra per poi dirigersi nuovamente verso nord sino all'intersezione con la via Emilia che avviene all'altezza di Coduro, alle porte di Fidenza che rimane ad ovest del torrente. Passata la via Emilia il corso del Rovacchia prosegue verso nord est ricevendo all'altezza della località Molinazzo sia il torrente Rovacchiotto, che il suo principale affluente il torrente Parola, iniziando a segnare il confine comunale fra Fidenza e Fontanellato prima e Fontanellato e Soragna poi, interseca la A1 nei pressi di Toccalmatto di Fontanellato e la provinciale fra Soragna e Fontanellato in località ponte di Rovacchia. Poco a valle della provinciale inizia a scorrere incassato fra due alte arginature segnando il confine fra i comuni di Soragna e San Secondo Parmense sino alla confluenza nel suo referente idraulico: il torrente Stirone che avviene in località La Valle di San Secondo Parmense.

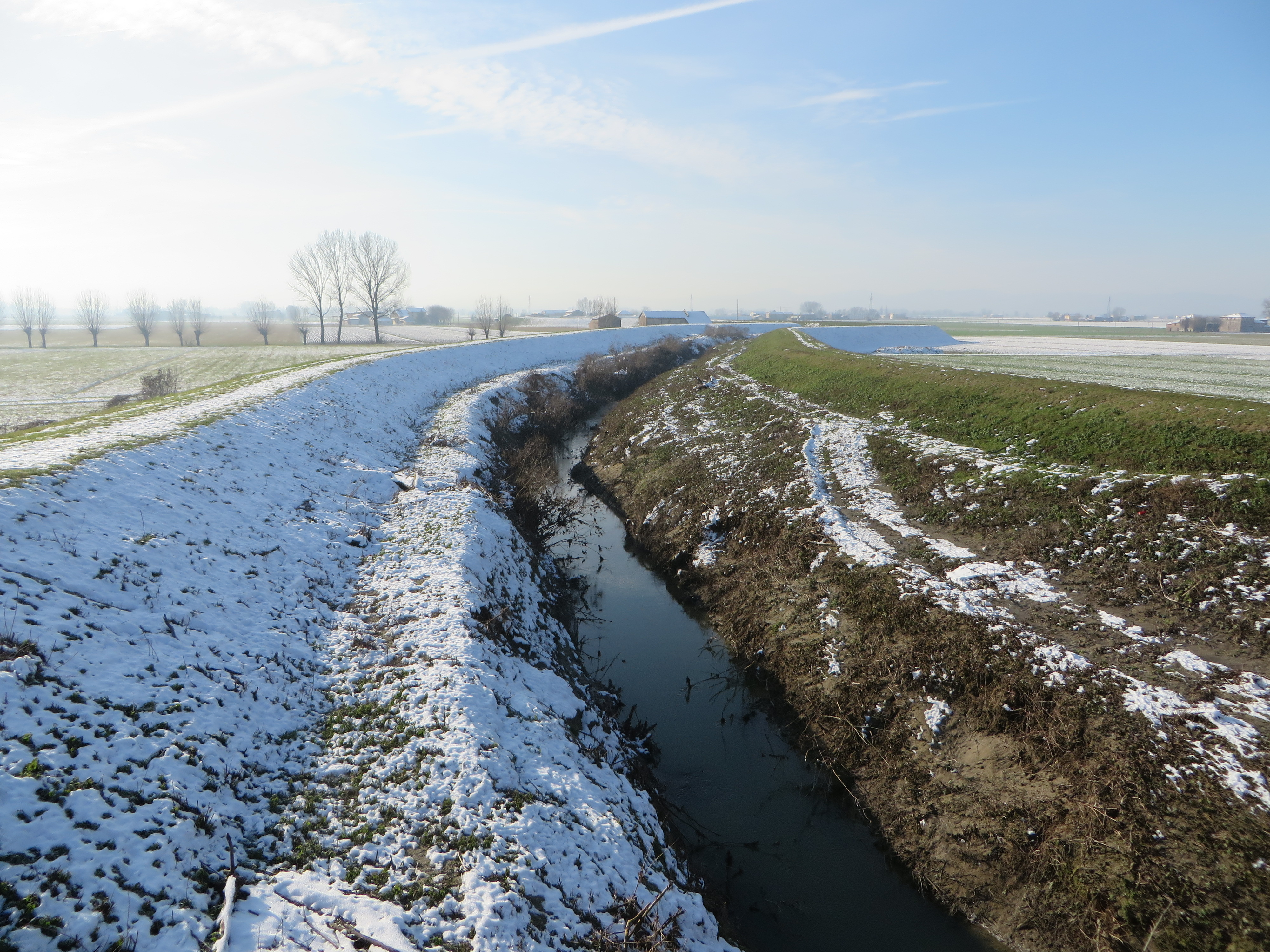
T. Rovacchia in località Pavarara di San Secondo, poco prima della confluenza nel T. Stirone

## Regime idrologico
Il torrente Rovacchia è un torrente della zona collinare dell'appennino e come tale il suo regime idrologico risente fortemente delle precipitazioni: a fronte quindi di magre estive pronunciate durante le quali arriva quasi ad essere completamente in secca, si evidenziano piene improvvise ed impetuose nel periodo primaverile e soprattutto autunnale. La portata di colmo calcolata con un tempo di ritorno di 20 anni nella sua confluenza con lo Stirone risulta essere di 187 m3/s, la portata di colmo massima rilevata a Toccalmatto è stata di 127 m3/s a partire dall'inizio rilevazioni nel 2003, la portata media risulta invece essere, sempre nella stessa sezione, di 1.1 m3/s, il massimo livello idrometrico raggiunto è di 4.53 m.